# Wissenschaftskolleg zu Berlin

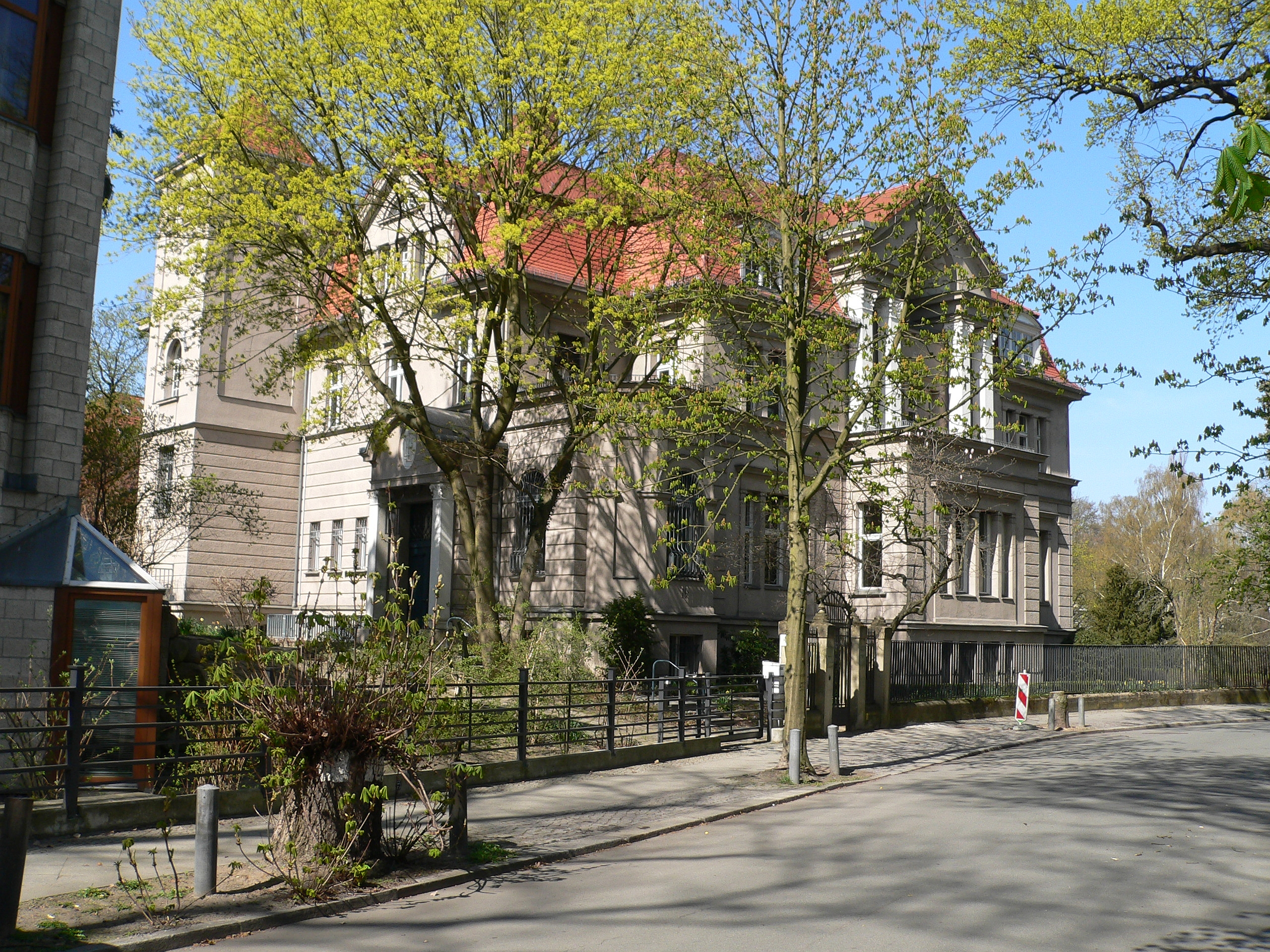
Wissenschaftskolleg in der Wallotstraße in Berlin-Grunewald, 2010

Das Wissenschaftskolleg zu Berlin (englisch: Institute for Advanced Study) ist ein interdisziplinäres Forschungsinstitut. Es wurde 1981 als Verein mit Sitz im Berliner Ortsteil Grunewald gegründet und beruft jeweils auf ein Jahr 40 „Fellows“ von hohem akademischen Rang aus den Natur-, Geistes- und Sozialwissenschaften zu von diesen frei gewählten Forschungen – dazu auch stets ein bis zwei Komponisten, ausübende Musiker (z. B. Pianisten) bzw. Schriftsteller. Das Berliner Wissenschaftskolleg wird seit September 2018 von der Historikerin Barbara Stollberg-Rilinger als Rektorin geleitet, der im September 2026 der Rechtswissenschaftler Christoph Möllers nachfolgen soll.

## Charakterisierung
Das Wissenschaftskolleg will Wissenschaftlern die Möglichkeit bieten, sich frei von Verpflichtungen für ein akademisches Jahr auf ein selbstgewähltes Arbeitsvorhaben zu konzentrieren. Die Auswahl der Forscher wird mithilfe eines internationalen Beirats getroffen, wobei Wert auf Interdisziplinarität und Heterogenität in der Herkunft der Eingeladenen gelegt wird.
Fellows haben lediglich Residenzpflicht und sollen sich einmal täglich beim Essen und einmal wöchentlich zu einem Kolloquium treffen, bei dem ein Fellow den anderen seine Arbeit vorstellt und zur Diskussion stellt. Zusätzlich werden in jedem Jahrgang einzelne herausragende Künstler und Intellektuelle eingeladen.
Die Fellows werden bis zu einer gewissen Obergrenze materiell so unterstützt, dass sie durch ihren Aufenthalt in Berlin finanziell keine wesentlichen Nachteile haben. Damit dies bei beschränkten Mitteln möglich ist, werden alle Fellows gebeten, zur Finanzierung ihres Aufenthaltes auf eine Beteiligung ihrer Heimateinrichtung hinzuwirken. Bei Fortzahlung des Gehalts kann das Wissenschaftskolleg Vertretungskosten übernehmen.

## Geschichte
Im Jahr 1980 wurden die institutionellen Voraussetzungen für die Errichtung des Wissenschaftskollegs geschaffen und der Mediävist und Professor der Literaturwissenschaft Peter Wapnewski zum ersten Rektor des Wissenschaftskollegs berufen. Es zählt damit zu den akademischen Einrichtungen, die ihr Vorbild in einer Institution sehen, deren Name zum Gattungsbegriff wurde: dem 1930 gegründeten Institute for Advanced Study Princeton. Mit dem akademischen Jahr 1981/1982 begann die wissenschaftliche Arbeit mit den ersten Fellows. Gründungsrektor war bis 1986 Peter Wapnewski. Ihm folgten bis 2001 der Soziologe Wolf Lepenies und der Verfassungsrechtler Dieter Grimm. 2007 wurde der Archäologe Luca Giuliani zum Rektor gewählt. Er übergab das Amt im September 2018 der Historikerin Barbara Stollberg-Rilinger. Ihr soll zum 1. September 2026 der Jurist und Rechtsphilosoph Christoph Möllers nachfolgen.

### Vereinszweck
Zweck ist es, Wissenschaftlern die Chance zu bieten, sich auf ihre selbstgewählten Forschungsarbeiten zu konzentrieren und Anregungen aus anderen Disziplinen und unterschiedlichen nationalen Wissenschaftstraditionen aufzunehmen.
- Es dient der Wissenschaft, indem es anerkannten Gelehrten die Ausführung selbstgewählter Forschungsarbeiten in Berlin ermöglicht. Es fördert die Zusammenarbeit zwischen den Forschenden, insbesondere auch zwischen jenen aus verschiedenen Ländern und Disziplinen, sowie zwischen ihnen und anderen Persönlichkeiten des geistigen Lebens. Es widmet besondere Aufmerksamkeit der Förderung jüngerer Forscher.
- Das Kolleg pflegt die Beziehungen zu den früheren Fellows und fördert zeitlich befristet Projekte, wenn sie mit ehemaligen Fellows in Verbindung stehen oder der Gewinnung zukünftiger Fellows dienen.

### Ordentliche Mitglieder
Ordentliche Mitglieder sind die Präsidenten bzw. Vorsitzenden
- der Alexander-von-Humboldt-Stiftung in Bonn-Bad Godesberg,
- des Deutschen Akademischen Austauschdienstes e. V. in Bonn-Bad Godesberg,
- der Deutschen Forschungsgemeinschaft e. V. in Bonn-Bad Godesberg,
- der Freien Universität Berlin,
- der Humboldt-Universität zu Berlin,
- der Hochschulrektorenkonferenz,
- der Max-Planck-Gesellschaft zur Förderung der Wissenschaften e. V. in Berlin und München,
- der Stiftung Preußischer Kulturbesitz in Berlin,
- der Technischen Universität Berlin,
- des Wissenschaftsrates.

Weitere ordentliche Mitglieder können durch Beschluss der Mitgliederversammlung aufgenommen werden.

### Rechtsform / Vereinssitz / Publikationen
Das Wissenschaftskolleg zu Berlin ist rechtlich ein gemeinnütziger eingetragener Verein. Der Vereinssitz ist in der Wallotstraße 19 in Berlin-Grunewald. Das Wissenschaftskolleg veröffentlicht ein Jahrbuch mit Texten aller Fellows, das zu Beginn im Berliner Nicolai-Verlag erschien.

## Wissenschaftsstiftung Ernst Reuter
Ebenso wie das Wissenschaftskolleg selbst wurde 1980 die Wissenschaftsstiftung Ernst Reuter errichtet, deren Aufgabe es ist, die für den Betrieb des Wissenschaftskollegs erforderlichen Mittel aufzubringen.

## Anna-Krüger-Preis
Am Kolleg ist die Anna-Krüger-Stiftung angesiedelt, die den Anna-Krüger-Preis des Wissenschaftskollegs zu Berlin an einen Wissenschaftler verleiht, der ein hervorragendes Werk in einer guten und verständlichen Wissenschaftssprache geschrieben hat. Der Preis ist nach Anna Krüger benannt, die Didaktik der deutschen Literatur am Pädagogischen Institut Weilburg und an der Justus-Liebig-Universität Gießen gelehrt hat. Anna Krüger hat ihr Vermögen auf die Anna Krüger Stiftung übertragen und das Wissenschaftskolleg zum Erben und Sitz der Stiftung ernannt. Das Preisgeld für den Preis beträgt 20.000 Euro (Stand: 2020).
Die Preisträger sind:
- 1993: Jens Reich
- 1996: Ulrich Raulff
- 1999: Karl Schlögel
- 2001: Jürgen Osterhammel
- 2005: Wolfgang Wieser
- 2009: Martin von Koppenfels
- 2011: Albrecht Wellmer
- 2014: Martin Mulsow
- 2020: Hedwig Richter

## Fellows
Zu den Fellows des Wissenschaftskollegs Berlin zählen unter anderem:
- Svetlana Alpers
- Philippe Ariès
- Peter Burke
- David Cannadine
- Lorraine Daston
- Jon Elster
- Egon Flaig
- Ute Frevert
- Clifford Geertz
- Robert Gernhardt
- Carlo Ginzburg
- Anthony Grafton
- Hans Werner Henze
- Ulrich Herbert
- Albert O. Hirschman
- Wolfgang Hoffmann-Riem
- Ivan Illich
- Bernhard Jussen
- Charlotte Klonk
- Stanislaw Lem
- Per Leo
- Michael Mönninger
- Lothar Müller
- Hilary Putnam
- Henning Ritter
- Michael Rothberg
- Gustav Seibt
- Quentin Skinner
- Heidi Tagliavini
- Bernard Williams